# Kāśyapa Buddha

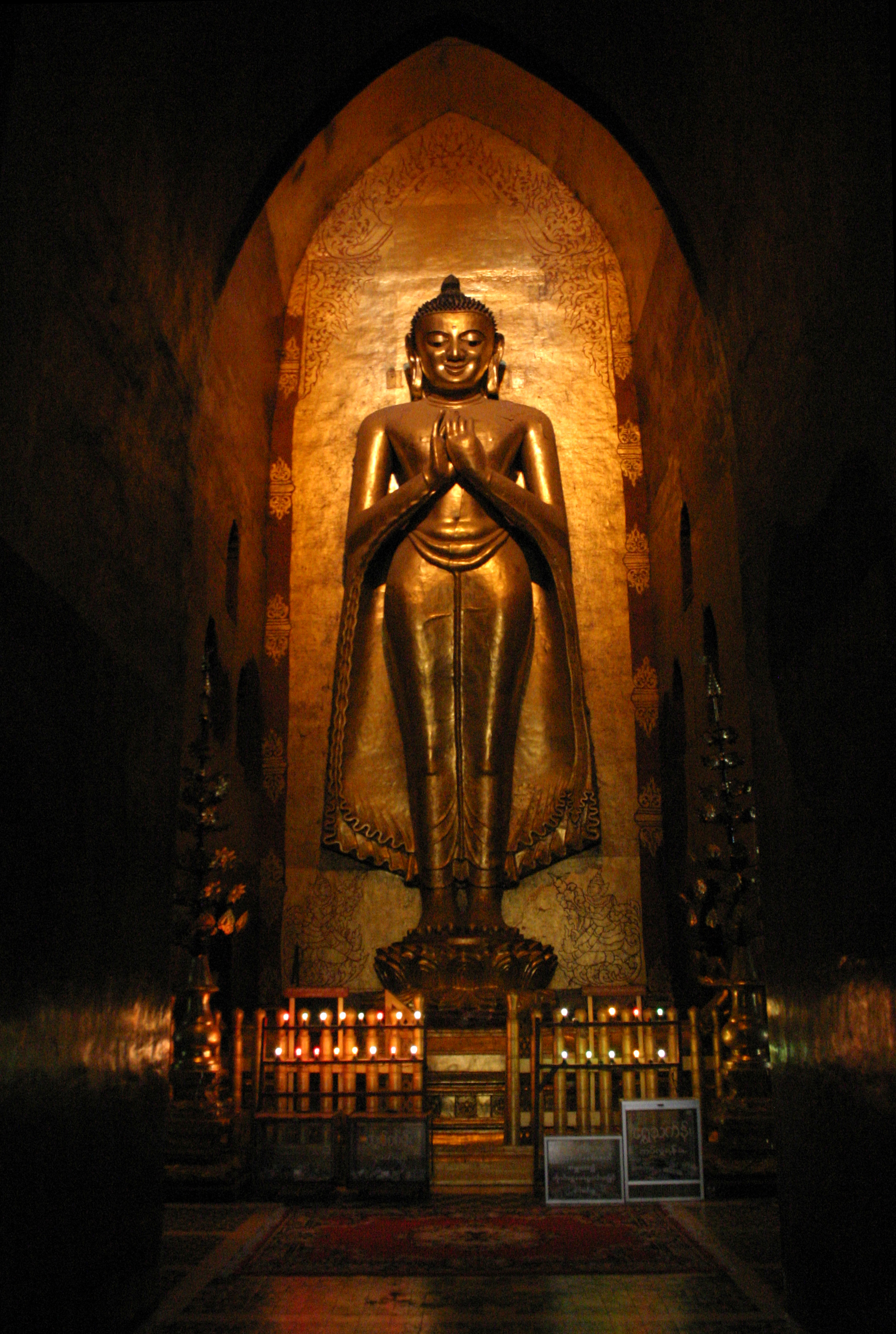
La statua di Kanakamuni nel Tempio di Ananda.

Secondo la tradizione buddhista Kāśyapa Buddha (in Pāli Kassapa; in cinese 迦葉 Jiāshě) è il ventisettesimo Buddha, il terzo dell'attuale kalpa e il sesto dei sette Buddha del passato. Kāśyapa fu preceduto da Kanakamuni Buddha e seguito da Gautama Buddha.

## La vita secondo la leggenda
Kāśyapa nacque in India, figlio di brahmani. Era alto venti cubiti e visse in tre diversi palazzi: Hamsa, Yasa e Sirinanda. Sposò Sunandā ed ebbe un figlio chiamato Vijitasena.
Kāśyapa rinunciò al mondo mentre passeggiava nel suo palazzo; praticò l'austerità per sette soli giorni e prima di raggiungere l'illuminazione accettò un piatto di Kiribath (una torta di riso con latte) da sua moglie e dell'erba su cui sedere da uno yavapalaka chiamato Soma. Kāśyapa raggiunse l'illuminazione sotto un baniano e pronunciò il suo primo sermone nella città di Isipatana, a un gruppo di monaci che avevano rinunciato al mondo insieme con lui.
Kāśyapa morì all'età di 40.000 anni nella città di Varanasi. Sui suoi resti venne eretto uno stupa alto una lega, costruito con mattoni che valevano ognuno un crore (cioè dieci milioni) di rupie.

## Lo stupa
Inizialmente ci furono opinioni molto diverse sulle dimensioni che avrebbe dovuto avere lo stupa e sul materiale con cui avrebbe dovuto essere costruito, ma quando si giunse a una conclusione si diede inizio alla costruzione. Si arrivò però a un punto in cui i fondi per l'edificio finirono, così un fedele di nome Sorata incominciò a viaggiare per il Jambu-dvīpa chiedendo denaro per ultimare lo stupa. Riuscì a raccogliere una grande somma e la spedì ai costruttori, che ultimarono la costruzione. Quando Sorata seppe della fine dei lavori, decise di recarvisi per venerarlo, ma venne derubato e ucciso da predoni all'interno di una foresta che successivamente sarebbe stata chiamata Andhavana.